# ویکهام، بارکشر
ویکهام (به انگلیسی: Wickham) یک روستا در بریتانیا است که در West Berkshire واقع شده‌است.